# Sère-Lanso
Sère-Lanso è un comune francese di 59 abitanti situato nel dipartimento degli Alti Pirenei nella regione dell'Occitania.

## Società

### Evoluzione demografica
Abitanti censiti